# Lijst van nummer 1-hits in de Vlaamse top 10 in 2013
De volgende hits stonden in 2013 op nummer 1 in de Vlaamse Vlaamse top 10.
| Datum        | Artiest                                  | Titel                                  |
| ------------ | ---------------------------------------- | -------------------------------------- |
| 5 januari    | De vrienden van meneer Konijn            | Het meneer Konijn-lied                 |
| 12 januari   | K3                                       | Waar zijn die engeltjes                |
| 19 januari   | Maarten Cox                              | Leve de winter                         |
| 26 januari   | Maarten Cox                              | Leve de winter                         |
| 2 februari   | Teek                                     | Dichterbij                             |
| 9 februari   | Teek                                     | Dichterbij                             |
| 16 februari  | Matthias Lens                            | Pretty Belinda                         |
| 23 februari  | Sam Gooris met The Sunsets & Frans Bauer | Feesten met de Sam                     |
| 2 maart      | Sam Gooris met The Sunsets & Frans Bauer | Feesten met de Sam                     |
| 9 maart      | Sam Gooris met The Sunsets & Frans Bauer | Feesten met de Sam                     |
| 16 maart     | Jelle Cleymans                           | Welk oog en hoeveel tranen             |
| 23 maart     | Willy Sommers                            | Achter de wolken schijnt altijd de zon |
| 30 maart     | Christoff & André Hazes jr.              | Zeg maar niets meer                    |
| 6 april      | Christoff & André Hazes Jr.              | Zeg maar niets meer                    |
| 13 april     | Christoff & André Hazes Jr.              | Zeg maar niets meer                    |
| 20 april     | Christoff & André Hazes Jr.              | Zeg maar niets meer                    |
| 27 april     | Luc Steeno                               | Ik voel me goed                        |
| 4 mei        | Christoff & André Hazes Jr.              | Zeg maar niets meer                    |
| 11 mei       | Wim Leys                                 | Ik doe mijn ding                       |
| 18 mei       | Wim Leys                                 | Ik doe mijn ding                       |
| 25 mei       | Slongs Dievanongs                        | Lacht nor mij                          |
| 1 juni       | Slongs Dievanongs                        | Lacht nor mij                          |
| 8 juni       | Slongs Dievanongs                        | Lacht nor mij                          |
| 15 juni      | Slongs Dievanongs                        | Lacht nor mij                          |
| 22 juni      | Slongs Dievanongs                        | Lacht nor mij                          |
| 29 juni      | Slongs Dievanongs                        | Lacht nor mij                          |
| 6 juli       | Slongs Dievanongs                        | Lacht nor mij                          |
| 13 juli      | Slongs Dievanongs                        | Lacht nor mij                          |
| 20 juli      | Slongs Dievanongs                        | Lacht nor mij                          |
| 27 juli      | Slongs Dievanongs                        | Lacht nor mij                          |
| 3 augustus   | Slongs Dievanongs                        | Lacht nor mij                          |
| 10 augustus  | Slongs Dievanongs                        | Lacht nor mij                          |
| 17 augustus  | Slongs Dievanongs                        | Lacht nor mij                          |
| 24 augustus  | Slongs Dievanongs                        | Lacht nor mij                          |
| 31 augustus  | Slongs Dievanongs                        | Lacht nor mij                          |
| 7 september  | Slongs Dievanongs                        | Lacht nor mij                          |
| 14 september | De Romeo's                               | Dans de sirtaki                        |
| 21 september | De Romeo's                               | Dans de sirtaki                        |
| 28 september | Jo Vally                                 | Ik gaf je m'n hart                     |
| 5 oktober    | Christoff & Lindsay                      | Kom in mijn armen                      |
| 12 oktober   | Clouseau                                 | Vliegtuig                              |
| 19 oktober   | Clouseau                                 | Vliegtuig                              |
| 26 oktober   | Clouseau                                 | Vliegtuig                              |
| 2 november   | Clouseau                                 | Vliegtuig                              |
| 9 november   | Clouseau                                 | Vliegtuig                              |
| 16 november  | Jo Vally                                 | Calypso                                |
| 23 november  | Flip Kowlier                             | Directeur                              |
| 30 november  | Flip Kowlier                             | Directeur                              |
| 7 december   | Clouseau                                 | Vliegtuig                              |
| 14 december  | Flip Kowlier                             | Directeur                              |
| 21 december  | Flip Kowlier                             | Directeur                              |
| 28 december  | Flip Kowlier                             | Directeur                              |

Lijsten van nummer 1-hits in de Radio 2 Top 30

1970 ·
1971 ·
1972 ·
1973 ·
1974 ·
1975 ·
1976 ·
1977 ·
1978 ·
1979 ·
1980 ·
1981 ·
1982 ·
1983 ·
1984 ·
1985 ·
1986 ·
1987 ·
1988 ·
1989 ·
1990 ·
1991 ·
1992 ·
1993 ·
1994 ·
1995 ·
1996 ·
1997 ·
1998 ·
1999 ·
2000 ·
2001 ·
2002 ·
2003 ·
2004 ·
2005 ·
2006 ·
2007 ·
2008 ·
2009 ·
2010 ·
2011 ·
2012 ·
2013 ·
2014 ·
2015 ·
2016 ·
2017 ·
2018 ·
2019 ·
2020 ·
2021 ·
2022 ·
2023 ·
2024 ·
2025
Lijsten van nummer 1-hits in de Ultratop 50 

1995 ·
1996 ·
1997 ·
1998 ·
1999 ·
2000 ·
2001 ·
2002 ·
2003 ·
2004 ·
2005 ·
2006 ·
2007 ·
2008 ·
2009 ·
2010 ·
2011 ·
2012 ·
2013 ·
2014 ·
2015 ·
2016 ·
2017 ·
2018 ·
2019 ·
2020 ·
2021 ·
2022 ·
2023 ·
2024 ·
2025
Lijsten van nummer 1-hits in de Vlaamse top 50

2001 ·
2002 ·
2003 ·
2004 ·
2005 ·
2006 ·
2007 ·
2008 ·
2009 ·
2010 ·
2011 ·
2012 ·
2013 ·
2014 ·
2015 ·
2016 ·
2017 ·
2018 ·
2019 ·
2020 ·
2021 ·
2022 ·
2023 ·
2024 ·
2025
- Nederland (Top 40)
- Nederland (Single Top 100)
- Nederland (3FM Mega Top 50)
- Nederland (iTunes Top 30)
- Nederland (Graadmeter)
- Vlaanderen (Radio 2 Top 30)
- Vlaanderen (Ultratop 50)
- Vlaanderen (Top 30 van Ultratop)
- Vlaanderen (De Afrekening)
- Wallonië
- Australië
- Canada
- Denemarken
- Duitsland
- Finland
- Frankrijk
- Ierland
- Italië
- Nieuw-Zeeland
- Noorwegen
- Oostenrijk
- Polen
- Portugal
- Spanje
- Verenigd Koninkrijk
- Verenigde Staten (Hot 100)
- Zweden
- Zwitserland